# Trichopus sempervirens
Trichopus sempervirens är en enhjärtbladig växtart som först beskrevs av Joseph Marie Henry Alfred Perrier de la Bâthie, och fick sitt nu gällande namn av Lizabeth R. Caddick och Paul Wilkin. Trichopus sempervirens ingår i släktet Trichopus och familjen Dioscoreaceae. Inga underarter finns listade i Catalogue of Life.